# پاپ گریگوری یازدهم

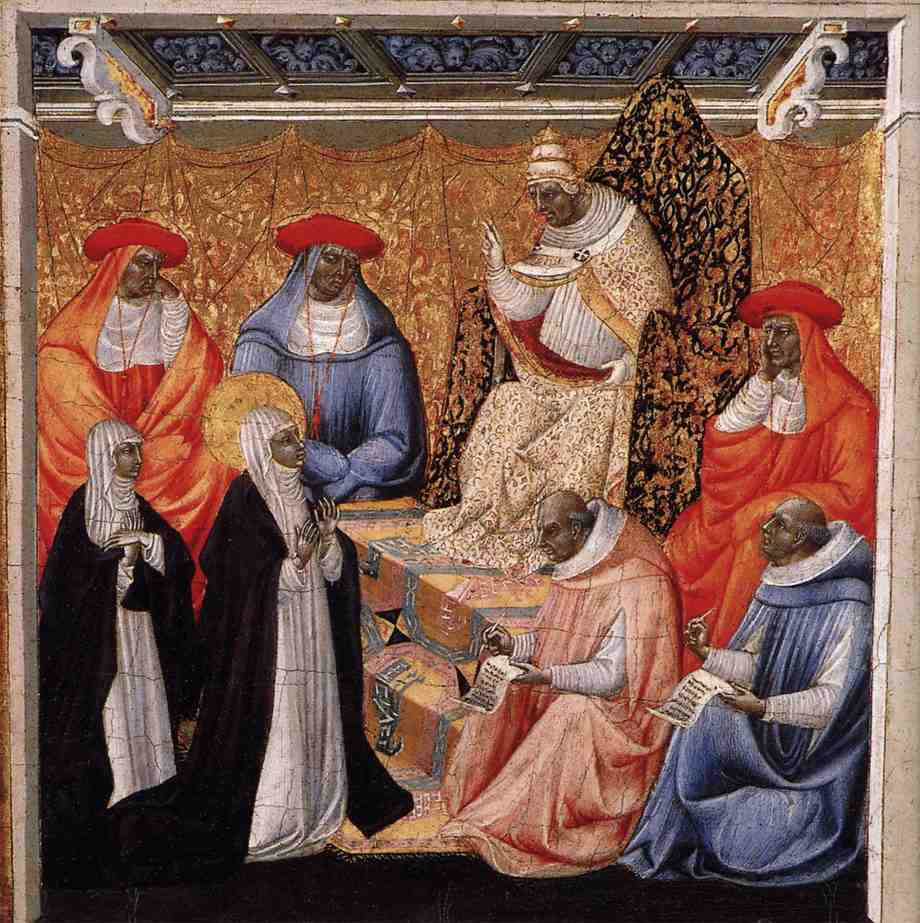
«کاترین اسکندریه دربرابر پاپ گریگوری یازدهم» اثر جووانی دی پائولو

پاپ گریگوری یازدهم (به انگلیسی: Gregory XI) یکی از پاپ‌های کلیسای کاتولیک رم بود که در فرانسه به دنیا آمد و از ۱۳۷۰ تا ۱۳۷۸ میلادی پاپ بود.